# Mittweida (district)
Districtul Mittweida este un Kreis în landul Saxonia, Germania. 